# Ju 88
A Ju 88 német fejlesztésű kétmotoros többcélú közepes bombázó repülőgép volt, amelyet a második világháború idején gyártottak és alkalmaztak nagy számban. Az egyik legsokoldalúbb kétmotoros német bombázó repülőgép volt, amit legyártott mennyisége is jól mutat. A Magyar Királyi Honvéd Légierő felderítő repülőgépként alkalmazta a típust a keleti fronton.

## Fejlesztése
A típus fejlesztése 1935 nyarán kezdődött. A konstruktőrök közepes bombázó mércével egy nagy hatótávolságú, kétmotoros, három fővel repülő középszárnyas repülőgépet terveztek, azonban a birodalmi Légügyi Minisztérium (RLM) előírta hogy bevethető legyen zuhanóbombázó ként, és adandó alkalommal nehézvadászként is bevethető legyen. Nagyon szoros testvéreként kezelik a Do-17 est mivel rengeteg azonos kinézeti jellemzőjük van, de pár megkülönböztető jelük is, például: a Dornier gépe felsőszárnyas, illetve míg a Do-17 es alsó lövészállása egybefügg az üvegezett orral, addig a Junkers gépén ez a géppuskaállás egy teljesen külön gondolában volt a gép alján. Fedélzetén három fő teljesített szolgálatot: pilóta, mögötte a rádiós-lövész és alul a bombázótiszt aki az alsó géppuskát is kezelte. A típus 1936-ban szállt fel először, a teszteket sikeresen teljesítette. A sorozatgyártás rövid időn belül megkezdődött.

## Gyártása
A típust összesen nyolc gyárban gyártották: Junkers Flugzeug- und Motorenwerke (JFM); a berlin–johannisthali Henschel Flugzeug-Werke (HFW); a Brandenburg/Haveli Arado (ArB); a lipcsei Allgemeine Transportanlagen-Gesellschaft (ATG); a hallei Siebel Flugzeugwerke (Saale) (SFH); a wismari Norddeutsche Dornier (NDW); a Heinkel-Werke Oranienburg (HWO); a Dornier-Werke München (DWM).
A repülőgépekhez szükséges Jumo 211 típusú motorokat öt gyárban a Junkers-Motorenwerken Dessau, Magdeburg, Köthen, Schönebeck (Elbe) és Breslau gyártotta. Rajtuk kívül néhány leányvállalat, úgymint a stettini Stoewer-Werke és az 1937-ben alapított arnimswaldei (ma Załom-Kasztanowe, Szczecin része) Pommersche Motorenbau GmbH készítette.

## Harci alkalmazása

### Korai háborús évek
Lengyelországi hadjárat
Norvégiai hadjárat
Franciaországi hadjárat
Angliai csata

## Típusváltozatok
Alapvetően öt főbb – zuhanóbombázó, vadászbombázó, támadó, nehézvadász, éjszakai vadász – és több alváltozatot alakítottak ki a háborús gyártás idején közel, vagy több mint, tizenötezres darabszámmal.

### Ju 88A
Hagyományos és zuhanóbombázó Jumo 211 motorral felszerelve.
Ju 88A–0Elősorozat Jumo 211A, vagy Jumo 211B-vel felszerelve
Ju 88A–1Hagyományos és zuhanóbombázó Jumo 211B-vel, vagy G-vel felszerelve, szárnyfesztávolsága 18,25 m.
Ju 88A–3Az A–1 változat fegyvertelen kiképző változata.
Ju 88A–4A Ju 88A–5 továbbfejlesztett változata erősebb Jumo 211F-fel vagy J-vel felszerelve, illetve Junkers VS 11 légcsavarokkal hajtva. Erősebb fegyverzettel ellátva, szárnyfesztávolságát megnövelték 20,08 méterre.
Ju 88A–4 tropAz A–4 trópusi szűrőrendszerekkel felszerelt változata észak-afrikai bevetésekre.
Ju 88A–5A korábbi, elsősorban Ju 88A–1 változatok A–4-re fejlesztése, fesztávolságát először 19,95 méterre, majd 20,08 méterre növelték meg. A Jumo 211J motor rendelkezésre nem állásáig a Jumo 211B és G változatával szerelték fel őket.
Ju 88A–6A Ju 88A–5 változat léggömbzár-elterelővel felszerelve a mellső belépőéleknél. 30 km/h-val gyorsabb változat.
Ju 88A–6UTengeri távérzékelő változat FuG 200 Hohentwiel hajófelderítő rádiólokátorral felszerelve.
Ju 88A–7A Ju 88A–5 fegyvertelen kiképző változata.
Ju 88A–8A Ju 88A–4 léggömbzár-elterelővel felszerelve a mellső belépőéleknél. Három főre lett csökkentve a személyzet, Jumo 211 F–1-gyel felszerelve, 30 km/h-val gyorsabb lett ez a változat.
Ju 88A–9Mint az A–1 trópusi szűrőrendszerrel felszerelve.
Ju 88A–10Mint az A–5 trópusi szűrőrendszerrel felszerelve.
Ju 88A–11Mint az A–4 trop, csak erősebb Jumo 211G-vel felszerelve.
Ju 88A–13Az A–4-en alapuló csatarepülőgép zuhanóféklapok nélkül, megerősített páncélzattal és további bombazárakkal.
Ju 88A–14Az A–4-en alapuló bombázó változat hajók támadására optimalizálva zuhanóféklapok nélkül és további 20 mm-es MG/FF gépágyúkat szereltek az orrba.
Ju 88A–15Bombázó változat fa bombakamrával (Bodenwanne) padlózat nélkül, 3000 kg-os bombaterhelés.
Ju 88A–16Az A–14 kiképző változata.
Ju 88A–17Az A–4-en alapuló torpedóbombázó padlózat és zuhanóféklapok nélkül.

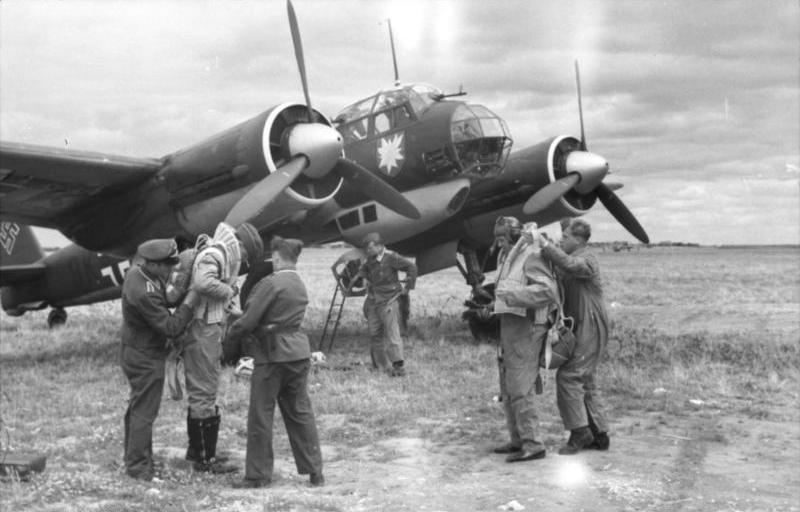
A KG 51 I. osztály (I./KG 51) egyik Ju 88 A–1-ének legénysége készül felszálláshoz 1940-ben, az angliai csata idején

### Ju 88B
A Ju 88A továbbfejlesztett változata új, teljesen üvegezett pilótafülkével és BMW 801 csillagmotorokkal felszerelve, a Ju 188 prototípusa.
Ju 88B–0Kísérleti elősorozat, mindössze tíz épült belőle.
Ju 88B–1Meg nem épített szériatervek.

### Ju 88C
A Ju 88A-n alapuló továbbfejlesztett nehézvadász, ill. romboló és éjszakaivadász-változatok zuhanóféklapok nélkül.
Ju 88C–1Az A–1-ből kifejlesztett rombolóváltozat erősebb fegyverzettel: 1 darab 15 mm-es MG 151 és 3 darab 7,92 mm-es MG 17
Ju 88C–2Romboló és éjszakaivadász, nagy hatósugarú éjszakaivadász (Fernnachtjäger) változat radarberendezések nélkül. A Ju 88A–5-ből kifejlesztett nehézvadász, fegyverzete a fémtörzsben: 1 darab 20 mm-es MG FF/M és 3 darab MG 17. Védőfegyverei az A–5-tel azonosak. Az éjszakai vadászoknak további 2 darab MG FF/M lett beépítve a bombakamrába, majd elhagyták az MG 17-eseket.
Ju 88C–3A C–2 BMW 801 csillagmotorral felszerelt változata. Nem került sorozatgyártásra.
Ju 88C–4A C–2-höz hasonló felszereltségű.
Ju 88C–5Gyorsabb romboló nagyobb teljesítményű, BMW 801 csillagmotorokkal felszerelve, nem lett kialakítva bombakamra, azonban egy kisebb fegyverterek beépítettek 2 darab MG 17-tel a raktér mellső részében. 5000 méteren 570 km/h-s sebességre volt képes. Összesen 10 gép épült meg, mivel a BMW-csillagmotorok felhasználását tekintve a Fw 190-esek élveztek elsőbbséget.
Ju 88C–6Az A–4-en alapuló romboló, vagy rádiólokátorral felszerelt éjszakaivadász. Támadófegyvere a C–4-é, védőfegyverzete az A–4-é. Éjszakai bevetésekhez a C–4 fegyverzetéhez még 2 darab MG FF/M lett beépítve a bombakamrába, viszont em lett alkalmazva az MG 81Z. Később gyakran 2 darab 20 mm-es MG 151/20-t használtak a „ferde muzsikának”.

### Ju 88D

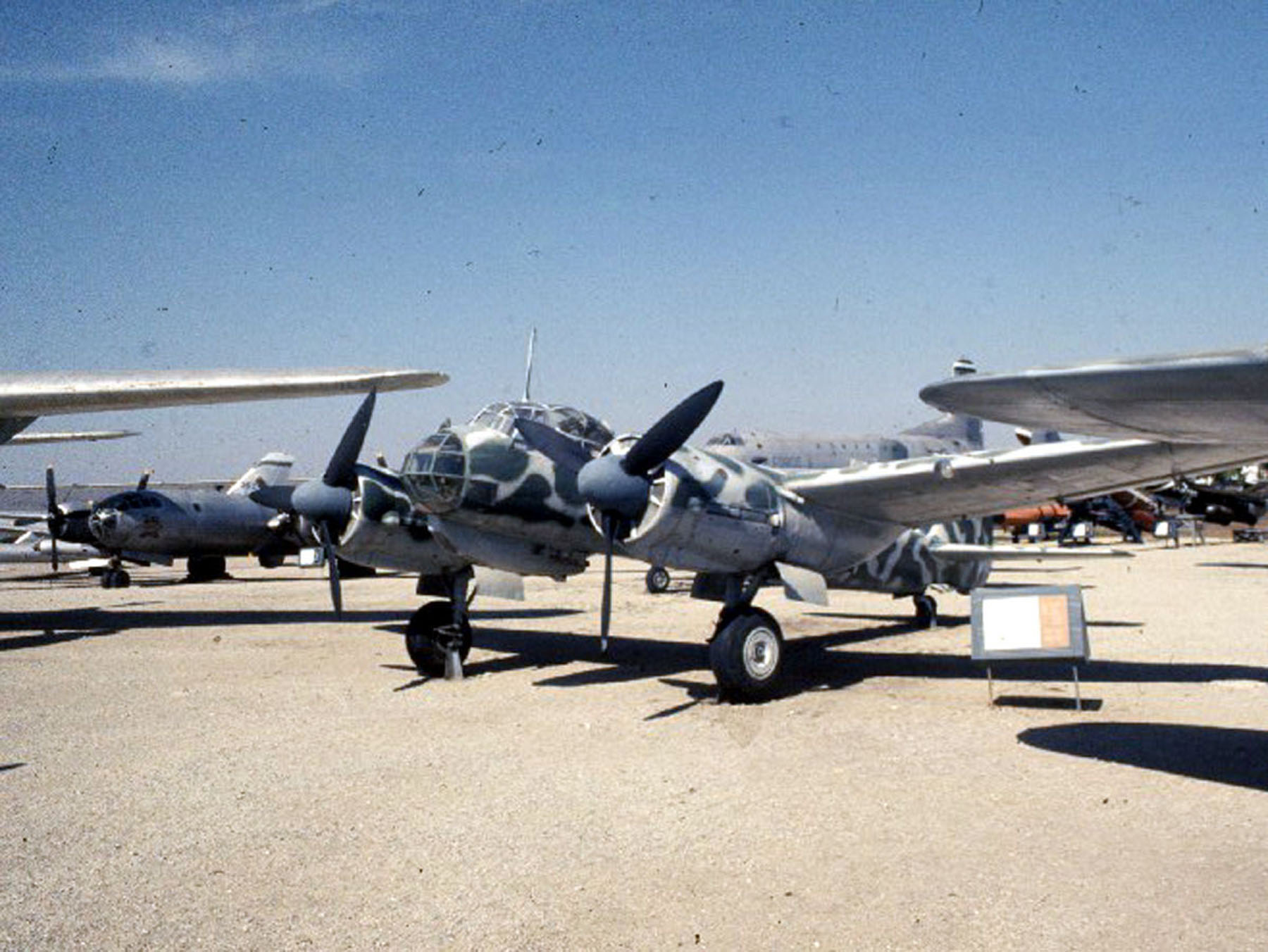
Egy felderítő Ju 88D

Az A sorozatból kifejlesztett felderítő- és filmezőváltozatok zuhanóféklapok nélkül. Hatótávolsága 5000 km lett, üzemanyagkapacitása 5380 liter (3580 liter belső és két 900 literes külső póttartály).
Ju 88D–1Távérzékelő változat az A–4-en alapulva, Jumo 211J-vel felszerelve.
Ju 88D–2Távérzékelő változat az A–5-ön alapulva, Jumo 211B-vel vagy G-vel felszerelve.
Ju 88D–3A D–1 trópusi változata, D–1 trop-ként is ismert.
Ju 88D-4A D–2 trópusi változata, D–2 trop-ként is ismert.
Ju 88D–5Mint a D–1, de VDM gyártmányú fém légcsavarokkal felszerelve.
Ju 88D–6A D–1 és D–2 BMW 801 csillagmotorokkal felszerelve, csökkentették a fegyverzetet és kb. 560 km/h-ra nőtt a végsebesség.

### Ju 88E és F
Ju 88EHasonló a Ju 88B-hez, BMW 801ML csillagmotorokkal felszerelve, később átnevezték Ju 188E-re.
Ju 88FHasonló a Ju 88E-hez, BMW 801ML-lel felszerelt változat, később átnevezték Ju 188F-re.

### Ju 88G
Az első csak éjszakaivadász feladatokra tervezett változat, erősebb Jumo 213 vagy BMW 801 motorokkal felszerelve. Támadófegyverei négy előre tüzelő MG 151/20 lett egy áramvonalazott fegyvergondolában, melyet a bombakamra hátsó részén helyeztek el a hossztengelyhez képest balra elhúzva. Elhagyták a bombakamra pilótafülke alatti részét és a bombazárakat is. A farokszekció a Ju 188-nál alkalmazott áramvonalasabb lett, megnövelt felületű, húrhosszú függőleges vezérsíkot alkalmaztak. Többféle rádiólokátorral lettek felszerelve.
Ju 88G–1Két darab BMW 801TP csillagmotort alkalmaztak.
Ju 88G–6Két darab Jumo 213A–1 sorosmotort alkalmaztak.
Ju 88G–7Két darab Jumo 213E sorosmotort alkalmaztak. Morgenstern rádiólokátorral szerelték fel, a törzs és a szárnyfelek a Ju 188-nál alkalmazottak. Két prototípust építettek 1945 januárjában (Ju 88V112 és V113), de sohasem repültek.

### Ju 88H
Nagy hatósugarú vadászgép (Fernjäger) és felderítőgépek, a tengerek feletti járőrözésre alkalmazták őket. A növelt hosszú Ju 88G-sorozat törzseit alkalmazták, BMW 801 csillagmotorokkal szerelték fel őket.
Ju 88H–1A Ju 88A–4 távolfelderítő-vadász feladatkörre átépített változata, hajófelderítő radarral szerelték fel az Atlanti-óceánon való járőrözésre. A törzs hosszabb lett, 17,88 m a többiek 17,55 m törzsétől, további két üzemanyagtartályt építettek be egyenként 1220 liter hasznos térfogattal. Ezzel a hasznos üzemanyagkészlet a 3580 literről 6020 literre nőtt. Ezen kívül további egy vagy két 900 literes külső üzemanyagtartályt is alkalmazhatott. A repülőtömeg 15 350 kg-ra nőtt, ezért a futóművet megerősítették. Egy feltöltéssel képes volt 4800 km-t lerepülni 380–400 km/h-s sebesség mellett. Összesen nyolc gépet építettek, azonban ezek hamar elvesztek a szövetséges légifölényben.
Ju 88H–2Ugyanarra az Atlanti-romboló (Atlantikzerstörer) koncepcióra lett kifejlesztve, mint távolfelderítő-vadász és ellenséges tengeralattjáró-elhárító. Összesen egyetlen darab gép épült meg, rombolóképességei kielégítőek voltak.

### Ju 88P
Páncélozott vadászgép (Panzerjagdflugzeug), később bombázó-romboló (Bomberzerstörer). Az A-sorozat alapján épült, a törzs alá áramvonalazott gondolába egy darab 37 mm-es, 50 mm-es vagy 75 mm-es ágyút építettek be.
Ju 88P–1A Ju 88A–4 törzse alá beépített egy darab 7,5 cm-es Bordkanone 7,5 ágyú. A fegyver túl nehéznek bizonyult a gépnek.
Ju 88P–2A Ju 88A–4 törzse alá beépített két darab 3,7 cm-es Bordkanonen 3,7. Ugyanezzel a fegyvertípussal szerelték fel a Ju 87G-ket és a Hs 129-eseket, melyek jobbnak bizonyultak erre a páncélosvadász feladatra. Egyetlen Ju 88P–2-t próbáltak ki éjszakaivadász feladatkörben: kiegészítésképpen kapott még egy 3 cm-es MK 13-at, illetve egy radart is. Valószínűleg a NJG 10 alkalmazta, azonban bevetések közben nem volt eredményes.
Ju 88P–3Hasonló a Ju 88P–2-höz, azonban megerősítették a páncélvédelmét és Jumo 211P-kel szerelték fel. Csak egy kisebb sorozat került a keleti frontra.
Ju 88P–4A Ju 88P–3-mal azonos, a főfegyverzet itt egy törzs alá épített 5 cm-es KwK 39 a fejlettebb BK 5 helyett. Valószínűleg 32 darab gép épült Ju 88A–4-ből átépítve, és értek el velük némi sikert harckocsivadász feladatkörben. A négymotoros nehézbombázók elleni bevetéseik sikertelennek bizonyultak.

### Ju 88R
A Ju 88C-sorozatból továbbfejlesztett romboló és éjszakaivadász alváltozat BMW 801-gyel felszerelve.
Ju 88R–1Eredeti típusjelölése Ju 88C–4/R1 volt. Megegyezik a C–4-gyel, viszont BMW 801ML hajtotta és FuG 212 lett beépítve.
Ju 88R–2Eredeti típusjelölése Ju 88C–6/R2 volt. Megegyezik a C–6-tal, azonban BMW 801TP hajtotta és FuG 212, vagy FuG 220 lett beépítve.

### Ju 88S
Gyorsbombázó (Schnellbomber), amely áramvonalazott üvegorrot kapott és kiszerelték a padlólemezeket a tömegcsökkentés jegyében. Egyetlen 13 mm-es MG 131-et szereltek be mint védőfegyvert. Ez a változat Dél-angliai és nyugat-európai célok ellen lett bevetve, azonban az 1943-ban még ígéretesnek vélt sebesség 1944-ben már nem volt elegendő az ellenséges vadászok megnövekedett létszámát tekintve. Ugyanakkor a motorpróbák sikeresen befejeződtek, sorozatgyártásra érettek voltak, de mégis csak egy kis sorozat épült meg ebből a változatból, mert leváltották a gyorsabb Ar 234-gyel, ami a Jumo 004 gázturbinás sugárhajtóművekkel lett felszerelve.
Ju 88S–1BMW 801G–2-vel szerelt, melynek volt GM–1 (Göring-Mischung) kéjgáz befecskendezéses gyorsítófokozata is. Bombaterhelés nélkül 6000 méteren körülbelül 600 km/h-s végsebességre volt képes. A GM–1 alkalmazásával 8000 méteren kb. 610 km/h-s sebességet produkált 1943 őszén.
Ju 88S–2Turbofeltöltős BMW 801TJ-vel felszerelt változat GM–1 nélkül, 1944 tavaszától volt aktív.
Ju 88S–3Jumo 213A-val felszerelt változat GM–1 gyorsítóval. Bombaterhelés nélkül 6000 méteren körülbelül 600 km/h-s végsebességre volt képes. A GM–1 alkalmazásával 9000 méteren körülbelül 615  km/h-s sebességet produkált. Kevés gépet gyártottak 1944 nyár végétől.

### Ju 88T
Gyorsfelderítő változat az S alapjain. Kevés példány épült, a gyorsabb Ar 234 jobban megfelelt a feladatra.
Ju 88T–1BMW 801G-vel felszerelt változat.
Ju 88T–3Jumo 213-mal felszerelt változat.

### Mistel (Mistelschlepp)
A Mistel (hivatalos kódnevén: Beethoven) egy repülőgép-szerelvény volt, melyben a hordozójármű egy vadászgép és az alá felfüggesztett bombázógép pedig egy robbanóanyag. 1944 közepétől mintegy 250 darab Ju 88-at építettek át pilótanélküli repülő bombává, melyet rádiótávirányítással a vadászgép pilótája vezetett a célig. A cél előtt szétkapcsolódtak, majd a robotrepülőgép rázuhant a célra, a vadászrepülőgép pedig visszarepült a támaszpontra.
Típusváltozatok
- Mistel M1: Ju 88A–4 és Bf 109F–4
- Mistel M2 Ju 88G–1 és Fw 190A–6
- Mistel M3A Ju 88G–10 és Fw 190F–8
- Mistel M3B Ju 88H–4 és Fw 190A–8
- Mistel M3C Ju 88H–4 (az orrba egy kumulatív robbanófejet építettek) és Fw 190A–8
- Mistel M4 Ju 188 und Me 262 (csak tervezett)
- Mistel M5 Ju 88G–7 und Ta 152H (csak prototípus)

### Harctéri módosítások
A felsoroltakon kívül még számos változata létezett, harctéri körülmények között a fegyverzetük nem volt egységes, az alkalmazott fegyverek széles skáláját építették be.

## Fennmaradt példányok
A legyártott nagy mennyiség ellenére mindössze két repülőgép maradt fenn egyben, mindkettő brit kézre került a kényszerleszállásukat követően.
- Ju 88 D–1/Trop, Werk Nr. 430650

- Ju 88 R–1, Werk Nr. 360043

További roncsok kerültek elő az évek során.
- Ju 88 A–1, Werk Nr. 0880119, with Geschwaderkennung of U4+TK

- Ju 88 A–4, Werk Nr.0881478 4D+AM (ex-Stammkennzeichen of BH+QQ)

- Ju 88 A–5, Werk Nr. 0886146 with Stammkennzeichen of CV+VP